# Cromwell (Iowa)
Cromwell es una ciudad situada en el condado de Union, en el estado de Iowa, Estados Unidos. Según el censo de 2010 tenía una población de 107 habitantes.

## Geografía
Según la Oficina del Censo de los Estados Unidos, la localidad tiene un área total de 0,75 km², la totalidad de los cuales 0,75 km² corresponden a tierra firme.

## Demografía
Según el censo de 2010, había 107 personas residiendo en la localidad. La densidad de población era de 142,67 hab./km². Había 48 viviendas con una densidad media de 64 viviendas/km². El 100% de los habitantes eran blancos.